# Svetlana Shkolina
Svetlana Vladimirovna Shkolina (russe : Светлана Владимировна Школина, née le 9 mars 1986 à Iartsevo) est une athlète russe spécialiste du saut en hauteur, initialement médaillée d'or, puis disqualifiée lors des championnats du monde 2013, à Moscou.

## Biographie

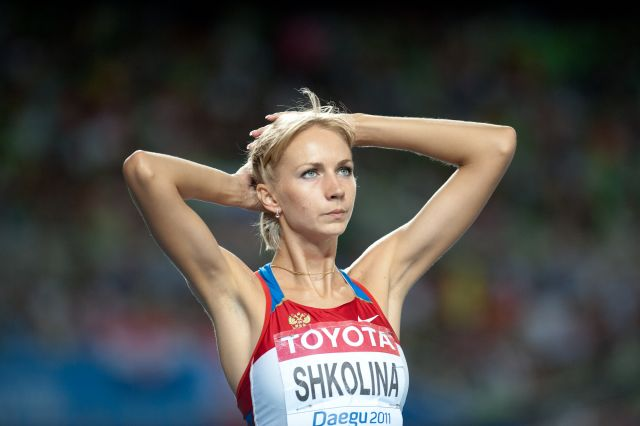
Svetlana Shkolina lors des championnats du monde 2011

Elle fait ses débuts sur la scène internationale en 2003 à l'occasion des championnats du monde cadets de Sherbrooke au Québec. Elle y obtient la médaille de bronze en franchissant la hauteur de 1,86 m. Elle quitte ensuite sa ville natale de Iartsevo pour rejoindre le centre d'entrainement olympique de Moscou sous la conduite de Galina Filatova, ancienne sauteuse en hauteur soviétique ayant participé aux Jeux olympiques d'été de 1976. L'année suivante, Svetlana Shkolina se classe deuxième des championnats du monde juniors 2004 se déroulant à Grosseto en Italie, devancée par l'ukrainienne Iryna Kovalenko. Quatrième des Universiades d'été de 2005, elle remporte son premier succès international à l'occasion des championnats d'Europe juniors de Kaunas, avec un saut à 1,91 m.
Elle établit un nouveau record personnel à 1,96 m en juin 2007 et remporte par la suite les championnats d'Europe espoirs, à Debrecen en Hongrie, en effaçant une barre à 1,92 m. Elle termine pour la deuxième fois consécutive au pied du podium des Universiades d'été, à Bangkok. Auteur d'un nouveau record personnel à 1,98 m en juillet 2008 lors des championnats de Russie de Kazan, elle fait partie de l'équipe de Russie qui participe aux Jeux olympiques de 2008, à Pékin. Shkolina franchit le cap des qualifications mais ne termine que 14e de la finale avec la marque de 1,93 m mais est reclassée 13e en octobre 2016. En 2009, elle termine 4e des championnats d'Europe en salle (1,96 m) et des Championnats d'Europe par équipes (1,98 m), et 6e des championnats du monde, à Berlin, avec un saut à 1,96 m.
Elle franchit pour la première fois de sa carrière la barre des 2,00 m en février 2010 à Arnstadt, mais ne se classe que quatrième des championnats du monde en salle de Doha, avec la marque de 1,96 m. Deuxième des championnats d'Europe d'athlétisme par équipes, elle termine au pied du podium des championnats d'Europe de Barcelone avec un meilleur saut à 1,97 m. En septembre, elle se sépare de Galina Filatova pour rejoindre le groupe d'entrainement de Sergey Klyugin, champion olympique du saut en hauteur en 2000. Elle y côtoie notamment se compatriotes Ivan Ukhov et Sergey Mudrov. En 2011, elle se classe cinquième des championnats du monde de Daegu avec un bond à 1,97 m.
Battue par Irina Gordeyeva lors des championnats de Russie en salle 2012, elle n'est pas sélectionnée pour les championnats du monde en salle d'Istanbul. En avril 2012, elle obtient le diplôme de professeur d'éducation physique. Les Jeux olympiques d'été de 2012 constituent l'objectif principal de sa saison. En juin, à Eugene, elle franchit pour la première fois 2,00 m en plein air, puis porte son record personnel à 2,01 m durant les championnats de Russie de Tcheboksary où elle s'incline néanmoins devant Anna Chicherova. Début août, à Londres, en finale olympique, elle améliore de nouveau sa meilleure performance en effaçant une barre à 2,03 m à son troisième essai. Elle termine troisième du concours, derrière Anna Chicherova (2,05 m) et l'Américaine Brigetta Barrett qui la devance aux nombre d'essais,. 
En 2013, elle remporte les meetings Ligue de diamant de Rome, d'Oslo, de Stockholm et Bruxelles, et se classe première du classement général de la compétition, devant Anna Chicherova. En août 2013, elle remporte la médaille d'or des championnats du monde, à Moscou, en étant la seule à franchir la barre de 2,03 m (record personnel égalé).
En 2014, elle fait une saison blanche en raison d'une blessure à la hanche. Elle fait son retour lors de la saison indoor 2015 le meeting de Novocheboksark le 16 janvier avec 1.95 m. Durant la saison estivale, elle enchaine les concours réguliers aux alentours d'1,94 m mais se blesse sérieusement lors des Championnats de Russie et subit une rupture du tendon d'achille et déclare ainsi forfait pour les championnats du monde de Pékin où elle ne pourra défendre son titre mondial.
Elle revient à la compétition le 11 janvier 2017 où elle saute 1,88 m.
Le 2 février 2019, le Tribunal arbitral du sport du sport la reconnaît coupable de dopage et la suspend pour une durée de 4 ans à compter du 1er février 2019. Tous ses résultats obtenus entre le 16 juillet 2012 et le 28 juillet 2015 sont annulés, dont sa médaille de bronze aux Jeux olympiques de Londres et son titre de championne du monde de la discipline en 2013. Le titre revient donc à sa dauphine, l'Américaine Brigetta Barrett.

## Palmarès
| Date | Compétition                          | Lieu             | Résultat | Marque  |
| ---- | ------------------------------------ | ---------------- | -------- | ------- |
| 2003 | Championnats du monde cadets         | Sherbrooke       | 2e       | 1,86 m  |
| 2003 | Fest. olympique de la jeunesse euro. | Paris            | 2e       | 1,84 m  |
| 2004 | Championnats du monde juniors        | Grosseto         | 2e       | 1,91 m  |
| 2005 | Championnats d'Europe juniors        | Kaunas           | 1re      | 1,91 m  |
| 2007 | Championnats d'Europe espoirs        | Debrecen         | 1re      | 1,92 m  |
| 2008 | Jeux olympiques                      | Pékin            | 11e      | 1,93 m  |
| 2009 | Championnats d'Europe en salle       | Turin            | 4e       | 1,96 m  |
| 2009 | Championnats d'Europe par équipes    | Leiria           | 4e       | 1,98 m  |
| 2009 | Championnats du monde                | Berlin           | 5e       | 1,96 m  |
| 2009 | Finale mondiale                      | Thessalonique    | 5e       | 1,94 m  |
| 2010 | Championnats du monde en salle       | Doha             | 4e       | 1,96 m  |
| 2010 | Championnats d'Europe par équipes    | Bergen           | 2e       | 1,98 m  |
| 2010 | Championnats d'Europe                | Barcelone        | 4e       | 1,97 m  |
| 2010 | Ligue de diamant                     | Ligue de diamant | 6e       | détails |
| 2011 | Championnats d'Europe en salle       | Paris            | 4e       | 1,92 m  |
| 2011 | Championnats du monde                | Daegu            | 4e       | 1,97 m  |
| 2011 | Ligue de diamant                     | Ligue de diamant | 6e       | détails |
| 2012 | Jeux olympiques                      | Londres          | —        | DQ      |
| 2012 | Ligue de diamant                     | Ligue de diamant | DQ       | détails |
| 2013 | Championnats du monde                | Moscou           | —        | DQ      |
| 2013 | Ligue de diamant                     | Ligue de diamant | DQ       | détails |

## Records
| Épreuve         | Épreuve   | Marque | Lieu                     | Date                          |
| --------------- | --------- | ------ | ------------------------ | ----------------------------- |
| Saut en hauteur | Plein air | 2,01 m | Tcheboksary              | 4 juillet 2012                |
| Saut en hauteur | En salle  | 2,00 m | Arnstadt Banská Bystrica | 6 février 2010 9 février 2011 |